# ふじかわ (列車)
ふじかわは、東海旅客鉄道（JR東海）が静岡駅 - 甲府駅間を東海道本線・身延線経由で運行している特別急行列車である。
本項では、身延線で運転されていた優等列車の沿革についても記述する。

## 概要
1964年3月に、それまで運転されていた快速列車を格上げして準急「富士川」として運転を開始し、富士駅 - 甲府駅間を2往復した。1964年10月には東海道新幹線開業に伴い、1往復が静岡駅まで延長された。1966年3月に静岡駅 - 甲府駅間の1往復が急行に格上げされ、もう1往復の富士駅 - 甲府駅間運転の列車は準急「白糸」へと改称したが、1968年10月に準急が全廃されることとなり、「白糸」は急行「富士川」に統合された。
1995年10月に特急に格上げされひらがな表記の「ふじかわ」に変更され、新型の373系に置き換えられた。
列車名は、身延線沿線を流れる日本三大急流の一つである富士川から採られている。

## 運行概況
定期列車が7往復、多客期に臨時列車が1往復運行されている。
列車番号は4000M+号数。2020年現在、車内販売は行われていない。

### 停車駅
静岡駅 - 清水駅 - 富士駅 - 富士宮駅 - 内船駅 - 身延駅 - 下部温泉駅 - 甲斐岩間駅 - 鰍沢口駅 - 市川大門駅 - 東花輪駅 - 南甲府駅 - 甲府駅
- 静岡駅～甲府駅間の所要時間は2時間14分～2時間23分（2023年現在）。設定当初の所要時間は平均2時間10分前後であったが、その後の停車駅の追加やダイヤの見直し等により、平均所要時間が10分程度延びている。
- 沿線でJR主催の「さわやかウォーキング」や花火大会などが開催される際には、金手駅や善光寺駅に臨時停車することもある。

### 使用車両・編成
373系の3両編成で運転されており、普通車のみで、グリーン車は連結されていない。1号車は全席座席指定席、2号車・3号車は自由席であるが、車端部の大型テーブル付のセミコンパートメント席は指定席となっている。
富士駅でスイッチバックを行う。身延線内での進行方向と座席の向きを合わせるため、東海道本線内（特に下り甲府行の場合）では座席は進行方向と逆に設定している。
身延線内にホームが6両編成に対応していない駅があり、373系にドアカット機能は装備されていないため、増結は行われない。

### 利用状況
静岡駅では東海道新幹線に接続するため、名阪方面からの新幹線接続列車としての役割を担い、また富士駅では東海道本線と接続し、静岡県東部や京浜地区と身延線沿線のアクセス列車として機能している。一方甲府駅でも新宿駅からの中央本線特急「あずさ」・「かいじ」に接続しているため、南関東方面から身延線沿線のアクセス列車の一つとしての役割もある。
また、上り「ふじかわ」2号および下り「ふじかわ」13号は静岡駅・清水駅と富士駅・富士宮駅間の、上り「ふじかわ」14号は甲府駅から鰍沢口駅以南への中・遠距離通勤通学者の帰宅列車としてもよく利用されている。昼間も身延線内では普通列車の間隔が開くことと30km以内の自由席特急料金が330円と往年の急行料金より安くなっていることから、この時間帯は短区間利用者が多い。また、「ふじかわ」が通過する駅の利用者にも乗車してもらうよう一部列車では身延駅または鰍沢口駅や市川大門駅において同方向へ進む普通列車との緩急接続をおこなっている。
身延線は単線区間で行き違いの関係で下りのふじかわが遅れると、甲府からの中央線の特急列車の発車が遅れることもある。逆に上りのふじかわでは、中央線内（特に中央線快速電車）で、遅れた列車の接続を待って発車することもあり、静岡地区の東海道本線にも遅れが波及することもある。
また、身延線内では日常的に野生のシカやイノシシが線路に侵入し、触車や列車急停止による輸送障害が発生して、数分～数十分程度の遅延が常態化しているほか、土砂崩れや落石の懸念がある地盤の脆い区間を走行していることなどから、度々長期間の運休を余儀なくされることがある。

## 臨時列車

### 「ふじかわ」関連
特急化間もない1990年代のゴールデンウィークに浜名湖の潮干狩り利用を目的に新居町駅まで延長運転されていたことがある。この延長運転は2000年代に取りやめていたが、2015年に浜松市の渚園で開催されたゆるキャラグランプリの開催にあたり新居町駅まで3日間限定で臨時運行を行っている。
また、さわやかウォーキング開催にともない、上記同様ふじかわ2号が島田駅・金谷駅まで延長運転されたこともある。
定期6往復時代は臨時特急「ふじかわ」が土・日・休日を中心に1往復運転されていたが、1998年に定期化されてからは「ふじかわ」としての臨時特急列車は運行されていなかった。しかし2017年に19年ぶりに臨時特急「ふじかわ」（61号、62号）が設定され、以降多客期に運行されている。61号は東海道新幹線の始発列車が静岡駅到着前に静岡駅を発車するダイヤとなっている一方、62号は静岡駅でひかり・こだまと接続可能の時間帯で運行している。

### 派生特急・急行列車
身延駅が最寄り駅の身延山久遠寺の枝垂桜開花の時期に、静岡駅 - 身延駅間で1日1往復運行される臨時特急として、「しだれ桜」が2010年まで運行されていた。臨時列車として列車名が区別されているが、停車駅を含め、「ふじかわ」と変わりはない。2004年には、「さわやかウォーキング」開催にあわせて鰍沢口駅まで延長運転（身延から鰍沢口まで無停車）が行われている。「しだれ桜」は2011年以降は運行されていなかったが、2020年に10年ぶりに運行されている（後述の表を参照）。
そのほか、後述の臨時特急・臨時急行が設定されている。使用車両は特記するものを除いて、全て373系3両編成で運転されている。
| 年     | 列車名                       | 種別 | 運行日          | 運行区間            | 車両  | 停車駅                                                                               | 備考                                                     |
| ------ | ---------------------------- | ---- | --------------- | ------------------- | ----- | ------------------------------------------------------------------------------------ | -------------------------------------------------------- |
| 2001年 | ときめく旬感！山梨ロマン号   | 特急 | 9月2日          | 静岡駅 → 甲府駅     | 373系 | 清水・富士・富士宮・身延・下部温泉                                                   | デスティネーションキャンペーン                           |
| 2008年 | 80周年みのぶ号               | 特急 | 3月30日         | 静岡駅 - 身延駅     | 373系 | 清水・富士・富士宮・内船                                                             | 身延線全通80周年イベント。クハ車にラッピングを実施。     |
| 2008年 | 山梨DC記念みのぶ号           | 特急 | 6月22日         | 静岡駅 - 下部温泉駅 | 373系 | 清水・富士・富士宮・内船・身延                                                       | デスティネーションキャンペーン                           |
| 2008年 | みのぶもみじ号               | 特急 | 11月22日        | 静岡駅 - 身延駅     | 373系 | 清水・富士・富士宮・内船                                                             | 身延山久遠寺五重塔復元記念。ヘッドマークは「特急」表示。 |
| 2010年 | みのぶもみじ号               | 特急 | 11月20日        | 静岡駅 - 身延駅     | 373系 | 清水・富士・富士宮・内船                                                             | さわやかウォーキング関連                                 |
| 2015年 | 富士山トレインみのぶ号       | 急行 | 10月3・4日      | 三島駅 - 下部温泉駅 | 373系 | 沼津・吉原・富士・富士宮・内船・身延                                                 | 「徳川家康公顕彰四百年祭」関連。側面ラッピングを実施。   |
| 2016年 | 南アルプス はやかわ号        | 急行 | 11月13日        | 静岡駅 - 下部温泉駅 | 373系 | 清水・富士・富士宮・身延                                                             | さわやかウォーキング関連                                 |
| 2017年 | いちかわみさと号             | 急行 | 11月5日         | 浜松駅 - 甲斐岩間駅 | 373系 | 袋井・掛川・島田・藤枝・焼津・静岡・清水・富士                                       | 「はんこ日本一 六郷の里秋まつり」関連                    |
| 2018年 | 身延線全通90周年白糸号       | 急行 | 1月6日          | 浜松駅 - 富士宮駅   | 373系 | 磐田・袋井・掛川・島田・藤枝・焼津・静岡・清水・富士                                 | 身延線全通90周年イベント                                 |
| 2018年 | 身延線全通90周年みのぶ号     | 急行 | 3月25日         | 静岡駅 - 身延駅     | 373系 | 清水・富士・富士宮                                                                   | 身延線全通90周年イベント                                 |
| 2018年 | 身延線全通90周年富士川号     | 特急 | 3月30日         | 富士駅 → 甲府駅     | 373系 | 富士宮・身延・市川大門・東花輪                                                       | 身延線全通90周年イベント                                 |
| 2018年 | 身延線全通90周年やまなし桜号 | 急行 | 4月7日          | 静岡駅 - 南甲府駅   | 373系 | 清水・富士・富士宮・身延・市川大門・東花輪                                           | 身延線全通90周年イベント                                 |
| 2018年 | やまなし中央号               | 急行 | 11月3日         | 静岡駅 - 東花輪駅   | 373系 | 清水・富士                                                                           | さわやかウォーキング関連                                 |
| 2019年 | しだれ桜の里 みのぶ号        | 急行 | 3月23日         | 静岡駅 - 身延駅     | 373系 | 清水・富士・富士宮                                                                   | さわやかウォーキング関連                                 |
| 2019年 | 富士川山車巡行祭り号         | 急行 | 11月4日         | 静岡駅 - 鰍沢口駅   | 373系 | 清水・富士・富士宮                                                                   | さわやかウォーキング関連                                 |
| 2019年 | 南アルプス はやかわ号        | 急行 | 11月10日        | 静岡駅 - 下部温泉駅 | 373系 | 清水・富士・富士宮                                                                   | さわやかウォーキング関連                                 |
| 2020年 | ゆるキャン△梨っ子号          | 急行 | 2月1・2・8・9日 | 静岡駅 - 甲府駅     | 373系 | 富士・内船・身延・甲斐常葉・鰍沢口・市川大門                                         | アニメ作品「ゆるキャン△」とのコラボレーション企画        |
| 2020年 | しだれ桜号                   | 特急 | 3月29日         | 静岡駅 - 身延駅     | 373系 | 清水・富士・富士宮・内船                                                             | さわやかウォーキング関連                                 |
| 2022年 | ふじかわ・甲斐国号           | 特急 | 7月2日          | 静岡駅 - 甲府駅     | 373系 | 清水・富士・富士宮・内船・身延・下部温泉・甲斐岩間・鰍沢口・市川大門・東花輪・南甲府 | 山梨特別観光キャンペーン                                 |
| 2022年 | 富士・身延ウォーキング号     | 特急 | 9月24日         | 静岡駅 - 甲府駅     | 373系 | 清水・富士・富士宮・内船・身延・下部温泉・甲斐岩間・鰍沢口・市川大門・東花輪・南甲府 | さわやかウォーキング関連                                 |
| 2023年 | 身延号                       | 特急 | 6月17日         | 静岡駅 - 身延駅     | 373系 | 清水・富士・富士宮・内船                                                             | さわやかウォーキング関連                                 |

その他、2020年4月5日には静岡DCアフターキャンペーンの一環で臨時特急「富士」号（全車指定席の373系6両編成、松田駅 - 富士宮駅の片道のみ）が予定されていたが、新型コロナウイルスの影響により中止となっている。
ヘッドマークは一部列車の「特急」幕表示を除き、特別デザインのものをシール貼付で行っている。臨時特急は「ふじかわ」の増発的位置付けであったが、2015年より運行されている臨時急行ではイベント列車的な要素が強くなり、車内販売や記念乗車証の配布、座席販売を行なわないセミコンパートメント席を使用して展示やイベント企画などが行われ、列車により停車駅も異なっている。また、「ゆるキャン△梨っ子号」は記念グッズの配布や車内販売、アニメ版声優（花守ゆみり）の録り下ろし音声による案内放送、原作者であるあfろによる描き下ろしオリジナルイラストを使った車内装飾、持ち帰り可能なオリジナルシートカバーの製作なども実施されている。
なお、2008年～10年までの臨時特急は「ふじかわ」に準じた一部指定・一部自由席であったが、2015年以降の臨時急行と「ふじかわ」以外の臨時特急では全車指定席となっている。

## 身延線優等列車沿革

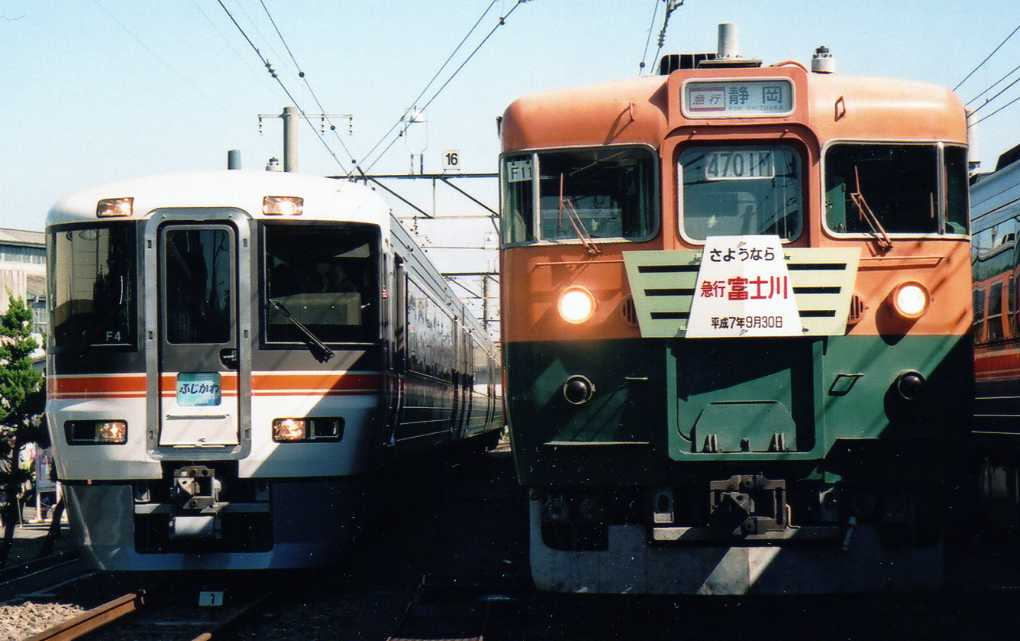
特急「ふじかわ」と急行「富士川」

### 準急「富士川」時代
- 1964年（昭和39年）
  - 3月20日：1956年（昭和31年）3月20日より運転されていた快速列車を格上げする形で準急列車「富士川」（漢字表記）が静岡運転所の80系300番台4両編成で運行開始。富士駅～甲府駅間を2往復した。
    - 準急化当初の停車駅：富士－富士宮－（内船）－身延－下部－（鰍沢口）－（市川本町）－甲府※（）内は一部列車が停車。

  - 10月1日：東海道新幹線開業に伴い、1往復が静岡駅に延長される。静岡発着列車は列車番号を東海道本線基準で設定したので、身延線内では同一方向の列車で列車番号が奇数と偶数の2種類となった。
- 1965年（昭和40年）10月1日：列車番号を2往復とも甲府行偶数、静岡方面行奇数に統一。

### 急行化と165系導入

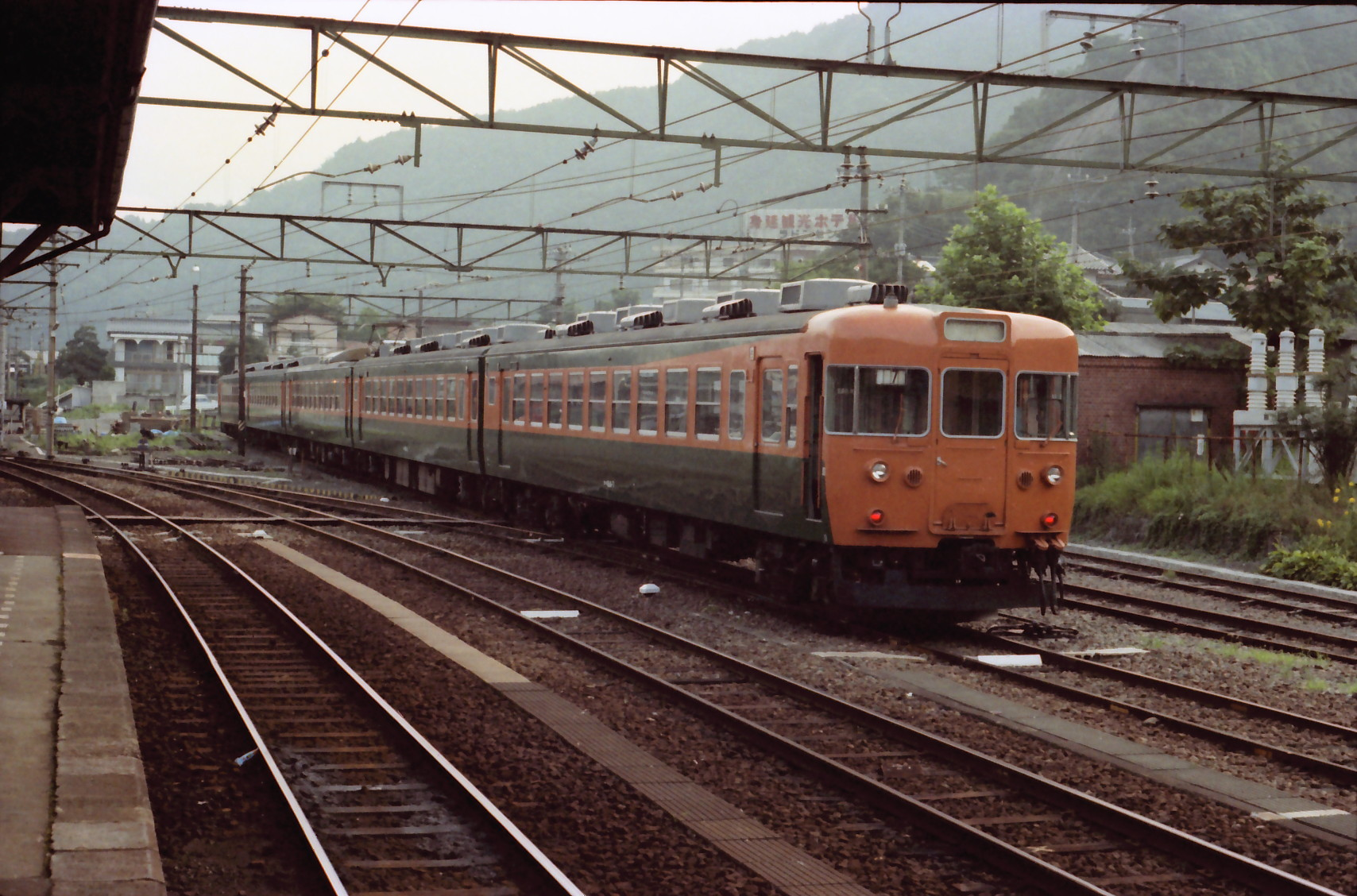
１６５系５両編成時代（１９８２年１１月以前編成）

- １６５系５両編成時代（１９８２年１１月以降編成）１６５系５両編成時代（１９８２年１１月以前編成）1966年（昭和41年）3月5日：国鉄旅客運賃制度改定により、100キロ以上の区間を走る準急列車は無条件に急行列車化されることとなり、静岡駅 - 甲府駅間運転の1往復が急行に格上げ。

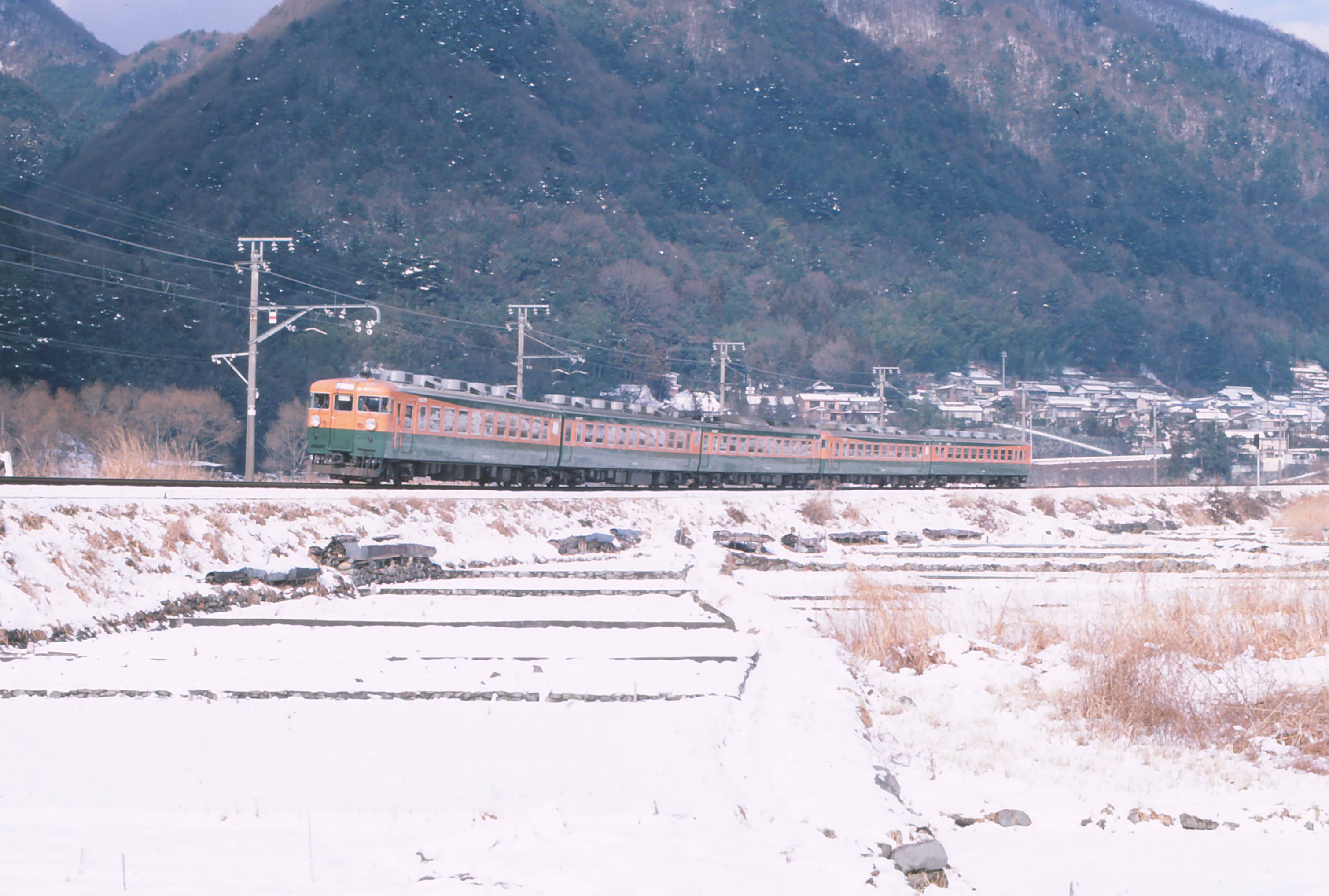
１６５系５両編成時代（１９８２年１１月以降編成）

  - もう1往復の富士駅 - 甲府駅間運転の列車は準急「白糸」に変更。この際、身延線内において、甲斐岩間駅に停車する「急行」より、停車しない「準急」の方が、停車駅も少なく所要時間も短いという逆転現象が発生した。
- 1968年（昭和43年）10月1日：準急列車が全廃されることとなり、「白糸」は静岡駅まで運転区間延長のうえで急行「富士川」に統合し、「富士川」は甲府駅 - 静岡駅間を2往復に増発。また、上り2号は島田駅まで普通列車として延長運転される。
- 1969年（昭和44年）
  - 5月：電動車1両を増結して5両編成となる。
  - 9月28日：身延線富士駅 - 入山瀬駅間のルートが変更され、富士駅でスイッチバックすることになった。
- 1972年（昭和47年）
  - 3月15日：山陽新幹線の新大阪駅 - 岡山駅開業により、山陽本線の急行列車廃止で余剰となった165系が転用されて80系を置き換え、1号車を指定席車とする。同時に車両の受持ちを大垣電車区へと変更。また、臨時列車「富士川」51号1往復が設定される。
  - 10月2日：臨時列車の定期化および増発により5往復に増強、うち1往復は三島駅発着（途中、吉原駅と沼津駅に停車）となる。また、上り5号は車両の大垣電車区への入庫を兼ねて浜松駅まで普通列車として延長運転する。
- 1982年（昭和57年）11月15日：2号車に連結のサハ153形200番台がクハ165形に差替えられる。
- 1985年（昭和60年）3月14日：乗客の減少に伴い、2号車のクハ165形を外して4両編成に変更される。
- 1986年（昭和61年）11月1日：車両の受持ちが再び静岡運転所に変更される。
- 1994年（平成6年）12月3日：三島駅発着列車が静岡駅発着に変更され、5往復すべてが静岡駅発着となる。
- 1995年（平成7年）
  - 1月9日：JR東海から、同年10月より急行「富士川」を特急に格上げし、車両を置き換えることが公表される。
  - 9月23日：80系時代と165系化後初期に掲げられていたヘッドマークを設置し、急行運転最終日の9月30日まで運転。また最終日には一部車両にお別れ用のヘッドマークを掲げていた。

### 特急「ふじかわ」への昇格
- 1995年（平成7年）10月1日：特急に格上げされ平仮名表記の「ふじかわ」となり、373系に置き換えられる[7]。定期6往復、不定期1往復。
  - 特急格上げにより市川大門駅が停車駅になった一方で、急行停車駅だった蒲原駅（一部）・新蒲原駅（一部）・西富士宮駅・芝川駅・市川本町駅が全列車通過となった。また、一部列車は清水駅・内船駅・甲斐岩間駅・鰍沢口駅・市川大門駅を通過していた。
  - 最速列車は停車駅を絞った「ふじかわ」2号が1時間59分で走破したものの、平均所要時間は2時間10分前後。身延線内の最高速度および曲線速度、ポイント通過制限速度は急行時代とほとんど変化がなかったが、急行時代（最速2時間29分、平均2時間30～40分前後）と比べて20～30分程度の短縮を実現した。
  - A特急料金が適用されたため実質値上げとなったが、短距離利用者に配慮し身延線内の50km以内の自由席特急料金は特定特急料金の扱いで630円に設定された。
- 1996年（平成8年）4月20日：休日に1往復の新居町駅への臨時延長運転を開始[2]。
- 1998年（平成10年）
  - 4月4日・5日：身延線全通70周年のイベントの一環で、急行「富士川」をリバイバル運転。車両は神領電車区165系3両編成を使用し、80系時代を模したヘッドマークも装着された。
  - 7月10日：不定期の1往復が定期化され、定期列車7往復体制が確立[8]。

### 2000年代の動き
- 2002年（平成14年）4月：臨時特急「しだれ桜」運転開始。
- 2003年（平成15年）10月1日：東海道新幹線品川駅開業によるダイヤ改正に伴い、運転間隔のパターン化を実施。静岡駅発の一部列車を除き、完全2時間間隔での運転となる。
- 2004年（平成16年）3月：「さわやかウォーキング」実施に併せ、臨時特急「しだれ桜」を静岡駅 - 鰍沢口駅で運転。
- 2005年（平成17年）10月：短区間利用者の促進を図る目的から、身延線内の30km以内の自由席特急料金を620円から310円に値下げ。
- 2006年（平成18年）3月18日：ダイヤ改正により、一部列車が通過していた清水駅・内船駅・甲斐岩間駅・鰍沢口駅・市川大門駅にすべての列車が停車するようになる。これにより2時間を切る列車はなくなった。

- 2007年（平成19年）3月18日：全車両禁煙となる。

### 2010年代の動き
- 2010年（平成22年）10月：特急化15周年イベントとして記念きっぷ・記念入場券および記念弁当の販売を実施。また、一部列車において「幻のヘッドマーク」を掲出して運転。
  - 「幻のヘッドマーク」は橙色の背景に富士山を強調したもの。以前から373系のヘッドマークに組み込まれているが、通常時では使用されない。
- 2011年（平成23年）
  - 3月11日：東北地方太平洋沖地震（東日本大震災）による影響で13日まで終日運休。14日からは架線の電力供給元である東京電力が輪番停電を実施したことにより4月7日まで終日運休。輪番停電が終了した4月8日に運転再開。
  - 9月21日：台風15号の影響で身延線内で盛土崩壊が発生し、特に被害の激しかった内船－甲斐大島間が復旧するまでの翌2012年3月16日まで運休。
- 2012年（平成24年）3月17日:身延線全線復旧により約半年ぶりに運転再開。この日に限り一部列車で復旧を祝うヘッドマークが掲げられた（「幻のヘッドマーク」とは別のものでヘッドマーク部分に復旧を祝うシールを貼って運転）ほか、車内で記念品が配られた。
- 2014年（平成26年）
  - 2月14日：大雪の影響により2月20日まで運休。身延線内全区間の除雪が完了した2月21日より運転再開。
  - 10月6日：台風18号の影響による興津－由比間の土砂流入のため、10月15日まで全区間運休。10月16日より運転再開。
- 2015年（平成27年）
  - 10月1日：特急化20周年イベントとして静岡駅で出発式および記念弁当の販売を実施。また、一部列車において、20周年記念ヘッドマークを掲出して運転[9]。
  - 11月21日 - 23日：ゆるキャラグランプリ開催に伴い、1往復の新居町駅への延長運転を実施。
- 2017年（平成29年）
  - 3月28日：7往復化以降では初めてとなる臨時特急「ふじかわ」（61号・62号）が設定される。

### 2020年代の動き
- 2020年（令和2年）
  - 3月14日：ダイヤ改正により、静岡駅発車時刻が1号と臨時61号を除き、各時45分発に統一される[10]。
  - 10月1日：運行開始25周年を記念して、記念きっぷが通信販売で発売される。

- 2021年（令和3年）
  - 3月30日：373系の一部編成に「ふじかわ25周年」の記念ラッピングが貼り付けられる[11]。

- 2022年（令和4年）3月12日：列車愛称から（ワイドビュー）を削除[12]。

### 列車名の由来
- 「白糸」:静岡県富士宮市にある国の天然記念物に指定されている滝、白糸の滝より。
- 「しだれ桜」:身延山久遠寺にあるしだれ桜より。